# Штокман, Владимир Леонардович

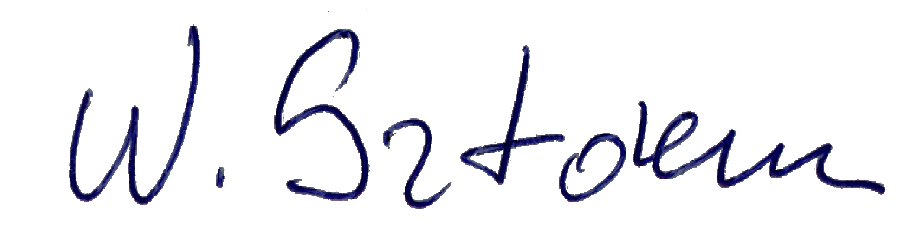

Владимир Леонардович Штокман (19 августа 1960, Ростов-на-Дону, Россия — 21 декабря 2020, Краков, Польша) — русский поэт и переводчик.

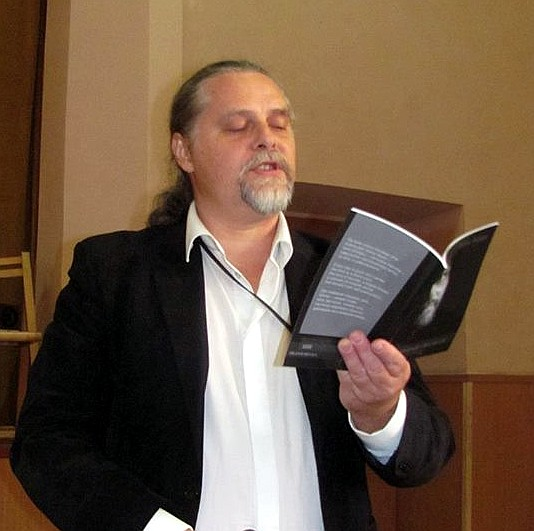

## Биография
Детство и юность провёл в Краснодарском крае, в городе Гулькевичи, там окончил среднюю школу (1977 г.)
С 1978 по 1983 г. учился в Ростовском государственном университете. В студенческие годы вместе с Сергеем Зимовцом издавал самиздатовский журнал «Не кантовать», где были опубликованы его первые стихотворения и переводы с польского на русский. 
После возвращения на Кубань работал звукорежиссёром в джазовых ансамблях «Контур» и «Ретро» (руководитель Александр Навоец) и продолжал заниматься литературной деятельностью. В Гулькевичском доме культуры сотрудничал с поэтами и художниками, в частности, с Александром Левченко и Андреем Даниловым.
В 1991 году переехал в Киев. В мае того же года, вместе с труппой киевского театра «Зеркало» в составе руководитель и главный режиссёр Владимир Петранюк, музыкальный руководитель Александр Андриевский, актёр, композитор и бард Виталий Петранюк, выехал, в качестве звукорежиссёра, на гастроли в Польшу, где театр выступал в Piwnicy pod Baranami.
В 1995 г. окончил курсы информатики при фонде образования Ягеллонского университета, а в 2001 г. — Краковскую школу менеджмента.
Живя в Польше, в Кракове, в сотрудничестве с издательством «Славянская галерея» в 1998 г. перевёл с польского языка на русский двухтомник о творчестве польского художника Ежи Новосельского «Vila dei Mistleri», монографию проф. Александра Войцеха Миколайчика «Богородица в культуре и католической традиции Польши» (Варшава-Москва, 2008) и тексты к альбому «Сотворение света. Витражи Адама Сталоны-Добжанского» (Краков, 2011).
Занимался обслуживанием компьютерных систем и веб-дизайном. Был создателем и координатором международного сетевого альманаха «Liter@». В 2006 г. авторы альманаха получили приглашение от Владимира Яременко-Толстого принять участие в Днях современной русской литературы и драматургии в Вене «Москва на Дунае». В качестве создателя и координатора, вместе с авторами, в том же году участвовал в литературном фестивале «НаЛIТ» в рамках празднования 750-летнего юбилея города Львова.
На фестивале представил авторов альманаха. Музыкант и поэт Александр Андриевский выступил со своими стихами и музыкальными композициями в составе дуэта полистилистической импровизации ASAVID Attraction. Архитектор и знаток православной иконописи краковский поэт Ян Павлицкий прочёл своё эссе об иконе Святой Троицы Андрея Рублева. Киевлянка, проживающая в Кракове, автор миниатюр и драматург Анна Король познакомила львовян с творчеством русского поэта Андрея Гришаева, как на языке оригинала, так и в переводах на польский язык. Музыковед и аранжировщик Валентин Дубровский представил публике страницу украинского андеграунда — музыкальный проект Гармыдер BAND. В презентации альманаха были использованы работы киевского художника и сценографа Игоря Несмиянова и польского художника-фотографа Петра Клосека.
С 2012 года выступал на польской сцене с циклом лекций-концертов под общим названием «100 лет русской бардовской поэзии от Вертинского до наших дней». Кроме авторских песен в его репертуаре представлено творчество более 40 русских бардов.
В марте 2016 г. Владимир Штокман был удостоен литературной премии IANICIUS им. Клеменса Яницкого «За заслуги перед польской культурой». В июне 2017 г. по приглашению Дариуша Лебеды принял участие в Международном фестивале поэзии Великого канала в Ханчжоу, Китай, и торжественном вручении премии им. Яницкого.
Последние годы жизни сотрудничал с открывшимся в 2019 г. в Кракове Институтом литературы, в частности с членом редакции его русскоязычного издания, краковянином из Петербурга Никитой Кузнецовым. В 2020 получил медаль Альфреда Ковальковского «За выдающиеся достижения в области переводческого искусства». В начале 2022 года в читальном зале «Польской литературы онлайн» появилась страница, знакомящая русскоязычного читателя с польской литературой в переводе Владимира Штокмана.

## Творчество
В 2007 г. по рекомендации члена ПЕН-клуба Анжелины Полонской представлял Россию и Польшу на XLVI Международном фестивале «Стружские вечера поэзии» в Македонии, где  в рамках фестиваля принял участие в переводческих мастерских.
В 2008 г., объявленным «Росзарубежцентром» и «Литературной газетой» Годом русского языка, стал финалистом Второго поэтического конкурса «Я ни с кем никогда не расстанусь!..»
В 2010 участвовал в Международном фестиваля «Варшавская осень поэзии».
В 2011 г. читал свои стихи и переводы поэзии Марека Вавшкевича на IX Международном творческом симпозиуме «Волошинский сентябрь» в Коктебеле (Украина).
С 2011 по 2019 был ежегодным участником Международного (Польша — Украина) фестиваля «Галицийская литературная осень», организованного Анджеем Грабовским.
Участник XXV и XXVI Международного поэтического ноября в Познани (2012, 2013 г.г.)
Дипломант Международного фестиваля «Вернуться в Россию стихами и прозой: русскоязычные писатели вне России», который проходил в 2012 г. в Слупске, Польша.
Принимал участие в организованных Польским институтом книги литературно-поэтических мастер-классах по переводу на русский язык стихотворений Чеслава Милоша во Вроцлаве (2012).
2013 — участник IV Варшавской книжной ярмарки (Польша).
В 2013 г. в переводе В. Штокмана издательство Akasha выпустило сборник рассказов Петра Мильднера из серии Бизнес-литература «Виза в мир бизнеса или основы этикета» (ред. А. Антонюк, С. Литвинов, М. Глютх).
В 2015 г. в издательстве «Российская политическая энциклопедия» вышла книга политолога и историка, ректора Краковского педагогического университета проф. Михала Сливы «Польская демократия. Идеи — люди — события». Перевод с польского В. Штокмана.
Фонд Европейской культуры и искусства Ars Longa Мечислава Свенцицкого издал повесть Сергея Лойко «Аэропорт» — Владимир Штокман перевёл книгу на польский (2016) и в течение последующих лет занимался администрированием её интернет-сайта.
В 2016 г. принял участие в Международной научной конференция CLASH, Польша.
В 2017-2019 г.г. принимал участие в фестивалях им. Яцека Качмарского Kaczmarski underground.
В 2018 был участником VIII Фестиваля им. В. Высоцкого «Володя под Щелинцем» и Summer Music Festival в Величке.
Институт Марека Каминского обратился к Владимиру Штокману с предложением перевести на русский язык книгу полярника (Wyprawa, Instytut Marka Kamińskiego, Gdańsk 2011). Проект был завершён в 2018.
В 2019 г. в Познани был издан на двух языках, польском и русском, томик стихотворений Агнешки Срочинской-Костух «Агапэ и другие случаи» — Владимир Штокман был автором русских переводов.
В 2022 г. в издательстве Ивана Лимбаха вышла книга Яна Блонского «Поэзия как спасение. Очерки о польской поэзии второй половины XX века». Статьи Яна Блонского перевели на русский Светлана Панич, Владимир Окунь и Владимир Штокман.
Участник «Ночей с русской культурой», организованных Педагогической академией в Кракове и «Краковской ночи поэтов», организованной Краковским отделением Союза польских литераторов.

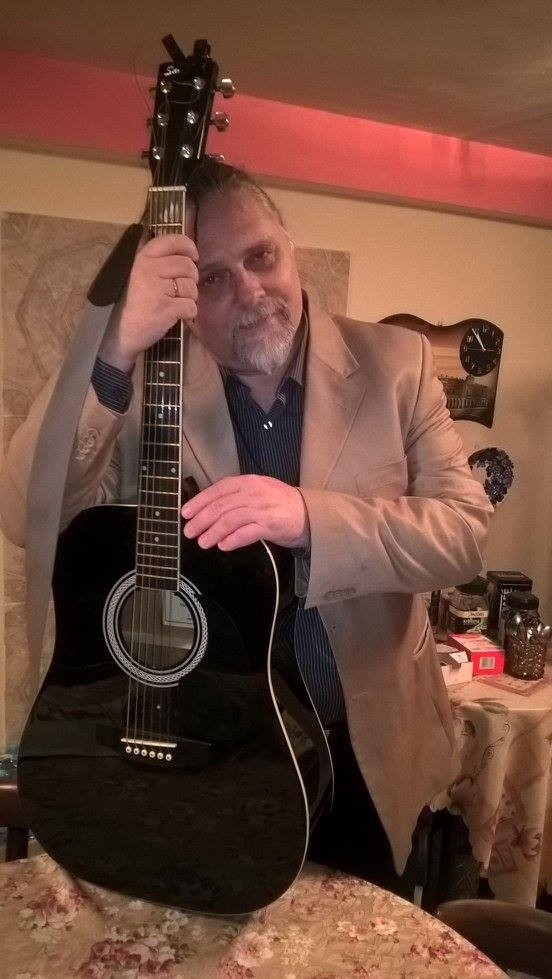
После концерта в АТА

Произведения Владимира Штокмана публиковались на английском, украинском, македонском, болгарском, итальянском, армянском и китайском языках.
Автор сборника стихов на русском, польском и английском языках «Верхнее море». Стихотворения Владимира Штокмана опубликованы в книге «Венские витийства», стихи и переводы печатались в сборниках Краковского литературного объединения «Konfraternia Poetów», в журналах, антологиях и альманахах в России и Польше.
Был членом Международной федерации русских писателей и Южнорусского союза писателей.

## Рецензии и интервью
- Павел Кубяк. «От смысла к смыслу, то есть 12 стихотворений». «Migotania», Nr 1 (34), 2012[2]
- Сергей Чупринин. Русская литература сегодня: Зарубежье. Москва, «Время», 2008
- Станислав Карпенюк. «Владимир Штокман: В 80-е года Польша стала для меня синонимом свободы». Интервью в польском ежемесячнике в Сант-Петербурге «Gazeta Petersburska», № 6(107), 2009
- Анджей Гнаровский. Jej wysokość w mieście Krakowie. «Gazeta Kulturalna», Nr 4 (188), 2012[3]
- Мачей Фронский. «Czas Literatury», Nr 4 (9), 2019, s. 36. ISSN 2544-8447
- Агнешкa Костух. Gdyby to widział Okudżawa. «О literaturze. Оtwarcie», 2022, s. 121-131. ISBN 978-83-960589-2-8

## Сочинения
- Владимир Штокман. Стихотворения — сборник стихов лауреатов Первого поэтического конкурса «Пятая стихия» Международной литературной премии имени Игоря Царёва (сезон 2013–2014 гг.). — Клинцы, Издательство ГУП «Клинцовская городская типография», 2015 г. – 288 с.
- Владимир Штокман. Золотые острова  — Плавучий мост,  № 4, 2015
- Московский год поэзии: сборник. Сост. Евгений Чигрин. — М.: «Литературная газета», ИПО «У Никитских ворот», 2014. ISBN 978-5-91366-985-8.
- Владимир Штокман. Черепашка по имени Никогда. — «День и Ночь», № 4, 2012, стр. 201
- Vladimir Stockman. Górne morze — Upper Sea — Верхнее море. Краков, «Signo», 2007. English translation by Anatol Zukerman. Red. Magdalena Węgrzynowicz-Plichta. ISBN 978-83-60874-02-8
- Я вижу сны на русском языке, 2007. Śnię sny w języku rosyjskim, 2007
- Владимир Штокман. Стихотворения. — «Ладомир», № 3, 2007, стр. 73
- Владимир Штокман. Пять стихотворений.  —  «Венские витийства». Вена, «farce vivendi»,  2007, стр. 29
- Владимир Штокман. «Ощущать себя не в стране...» — НаЛiт. Львов, 2006
- Владимир Штокман. Стихотворения. — «Наша газета», 2006, № 3 (5). Вена, 2006
- Владимир Штокман. Легенда о регулировщике. Поэма. — Крещатик, № 3, 2005, стр. 349
- Владимир Штокман. Стихотворения. — «Крещатик», № 3, 1998, стр. 42
- Владимир Штокман. «Ах, как хочется...» — Крещатик, № 1, 1997, стр.17
- Владимир Штокман. Эхолалия — Курьер Ионеско, 1991. Wladimir Sztokman. Echolalia. Kurier Ionesco, 1991
- Владимир Штокман. Некоторые стихи. Самиздат, 1991. Wladimir Sztokman. Niektóre wiersze. Samizdat, 1991
- Владимир Штокман. Искусство случайных прикосновений. Самиздат, 1989. Wladimir Sztokman. Sztuka przypadkowych dotknięć, Samizdat, 1989
- Владимир Штокман. Избранные стихи и тексты. Самиздат, 1987. Wladimir Sztokman. Wiersze i teksty wybrane. Samizdat, 1987

## Переводы
- Владимир Штокман. Приспивна песен срещу безсъние. Превод от полски: Ваня Ангелова —  Литературен свят, брой 87 септември 2016
- Vladimir Stockman. Ciut bliżej nieba. Tłum. na język ormiański Gagik Davtyan —  Jak podanie ręki. Antologia poezji polskiej IX. Poznań, 2016
- Владимир Штокман. Стихотворения на английском и китайском языках. Vladimir Stockman. Wiersze w języku angielskim i chińskim. Vladimir Stockman. A bit closer to the sky. — Poetry Monthly, Nr 5, 2013, p. 51.
- Стихотворение Владимира Штокмана «Чуть ближе к небу» в переводе на китайский язык. Пер. Жао Жифанг. Wiersz Vladimira Stockmana Ciut bliżej nieba w tłumaczeniu na język chiński. Tłum. Zhao Zhifang
- Vladimir Stockman. Double morning. Владимир Штокман. Двойно утро. — Struga Poetry Evenings. Who's Who — Струшки вечери на поезиjата. Струга, 2007. ISBN 9989-193-03-7
- Wiersze uczestników 46. Międzynarodowego Festiwalu «Strużskie wieczory poezji» w jezyku angielskim i macedońskim.
- Vladimir Stockman. Wiersze — Jawi się w naszym obcowaniu. Almanach XXV MGJL 2015 r. Wyd. Ad Oculus, Warszawa — Rzeszów, 2015, s. 108. ISBN 978-83-7613-145-0
- Vladimir Stockman. Wiersze — Wierności naszej opisanie. Almanach XXIV MGJL 2014 r. Wyd. Eurosystem, Wrocław, 2014, str. 88. ISBN 978-83-7613-144-3
- Vladimir Stockman. Wiersze — Krakowska noc poetów. Almanach XLII. Kraków, Signo, 2014, str. 132. ISBN 978-83-60874-47-9
- Vladimir Stockman. Wiersze — Konspekt, nr 1, 2014, str. 66
- Levure littéraire, Nr 9, 2014. Владимир Штокман. Стихотворения. Vladimir Stockman. Wiersze
- Vladimir Stockman. Intercity —  Słów szukając dla żywego swiata. XXXVI Międzynarodowy Listopad Poetycki w Poznaniu 4 — 7 listopada 2013 r., Poznań, 2013, s. 78. ISBN 978-83-614-12-38-0
- Vladimir Stockman. Wiersze —  Iskra, Nr 105, 2012/2013, s.8.
- Vladimir Stockman. Wiersze —  Na strunie pajęczyny lata. Almanach XXIII MGJL 2013 r. Agencja wydawnicza Ad Oculus. Warszawa-Rzeszów, 2013, s. 96. ISBN 978-83-7613-144-3
- Vladimir Stockman. Pamięci zapomnianych poetów. —  Krakowska Noc Poetów. Almanah XL. Krakowski Oddział Związku Literatów Polskich, Kraków, 2012, s. 114. ISBN 948-83-60874-35-6
- Vladimir Stockman. Kołysanka na bezsenność —  Iskra ognia maleńka. XXXV Międzynarodowy Listopad Poetycki w Poznaniu 6 - 9 listopada 2012 r. Seria wydawnicza Libra Nr 49. Poznań, 2012, s.86. ISBN 948-83-61412-93-9
- Vladimir Stockman. Wiersze —  Jesienią wiersze opadają z słów. Almanach XXII MGJL 2012 r. Wydawnictwo Eurosystem, Wrocław, 2012, s. 90. ISBN 978-83-61348-65-8
- Vladimir Stockman. Pamięci zapomnianych poetów. — Słowo nie umiera. Kraków, Konfraternia poetów, 2012, s. 78. ISBN 978-83-63653-12-5, ISBN 978-83-7490-527-5
- Vladimir Stockman. Wiersze — I znowu jesień nas uniesie. Almanach XXI MGJL 2011 r., Wydawnictwo Eurosystem, Wrocław, 2011, s. 88, ISBN 978-83-61348-49-8
- Vladimir Stockman. Wiersze — Podgórskie klimaty. Antologia poetycka. Kraków,  Dom Kultury «Podgórze», 2009, s. 97
- Vladimir Stockman. Martwa uroda — «Odnajdziemy się w muzyce». Kraków, «Konfraternia Poetów», 2005, s. 121. ISBN 83-89045-48-6
- Vladimir Stockman. Wiersze — «Tradycja». Kraków, «Konfraternia Poetów», 2001, s. 103. ISBN 83-86900-58-X